# ジョヴァンニ・バッティスタ・フォンタナ
ジョバンニ・バッティスタ・フォンタナ（Giovanni Battsta Fontana, 1571年頃？ - 1630年頃？）は、イタリア初期バロックの作曲家、ヴァイオリニスト。
フォンタナの生涯については、それを記述している文献が乏しいためほとんどわかっていない。彼の作品自体、彼の死後ヴェネツィアで出版されたソナタ集 Sonate a 1. 2. 3. per il violino, o cornetto, fagotto, chitarone, violincino o simlile altro instrumento (1641) によって知られるのみであり、そこに収録されている個々の作品の作曲年代もはっきりしない。彼の生涯についての情報の大部分はこのソナタ集の序文に拠っているが、それによれば、彼はブレシア生まれで、ヴェネツィア、ローマ、そしてパドヴァで活動し、最後の居住地パドヴァでペストで死亡した事になっている。
1641年のソナタ集には6つのソロソナタと12の合奏用ソナタが含まれている。どの作品も、テンポやキャラクターの異なる部分が交互に現れる単一楽章形式で書かれており、旋律楽器のパートはもちろん、しばしばチェロまたはファゴットと記された低音パートでも技巧的な表現が多く用いられている。このような特徴は、17世紀前半に流行したスティル・モデルノ stile moderno （当世風様式）と呼ばれる様式に共通するものである。スティル・モデルノの作品を多く残したダリオ・カステッロやビアージョ・マリーニなどの同時代の作曲家とともに、フォンタナは旋律楽器によるソロやデュオといったジャンルの本格的な開拓者の一人に数えられる。